# Jean-Maurice de Montremy
Jean-Maurice Waldruche de Montremy, plus connu sous le nom Jean-Maurice de Montremy, né le 26 juillet 1952 à Moyeuvre-Grande (Moselle), est un journaliste, éditeur et écrivain français.

## Biographie

### Famille
La famille Waldruche de Montremy est sans doute originaire des pays rhénans. Elle s'est installée en Champagne au XVIIe siècle. On y compte notamment François Valdruche (mort en 1740), conseiller du roi, qui épouse Marie-Joseph de Lorie, dame de Montremy.
- François-Louis Valdruche (1710- mort après 1787) est chanoine de l'église Saint-Laurent, à Joinville.
  - Anne Joseph Valdruche (1745-1829), neveu du précédent, est député de Haute-Marne à la Convention, où il vote la mort du roi. Le patronyme de Montremy n'apparaît qu'au XIXe siècle avec la substitution d'un W au V de Valdruche, peut-être pour accréditer une origine écossaise qui semble surtout liée à la vogue de Walter Scott, et plus certainement pour éviter le rapprochement avec le député régicide.
  - Ludovic Waldruche de Montremy (1847-1927), arrière-petit-fils du précédent, est sous-préfet de Reims (1879-1880). Il a deux fils :
    - Marcel Waldruche de Montremy (1875-1972), polytechnicien, X 1896, est filateur, chevalier de la Légion d'honneur, croix de guerre 1914-1918.
    - François Waldruche de Montremy (1880-1957), conservateur du Musée de Cluny (Paris), père de Philippe Waldruche de Montremy (1913-1994), inspecteur général des Finances, notamment directeur-général des Douanes (1958-1971).

Jean-Maurice de Montremy est le fils de Philippe Waldruche de Montremy (1913-1994) et de Berthilde de Wendel (1917-2015). Marié à Odile Lefebvre en 1975, ils ont 5 enfants.

### Parcours
Au sortir de l’établissement La Rochefoucauld, où il a fait sa scolarité, il suit des études de littérature française et de linguistique à l’université Paris-Ouest-Nanterre-La-Défense de 1970 à 1974. Il y découvre les écrits et la méthode critique de Jean-Pierre Richard, les travaux de Roman Jakobson et l’œuvre de Georges Dumézil. Ils auront sur lui une forte influence. Son mémoire de maîtrise, sous la direction de Pierre-Louis Rey, porte sur Dominique, l’unique roman d’Eugène Fromentin.
Après son mariage, il exerce plusieurs petits emplois (documentaliste, enseignant vacataire, pigiste). Engagé en 1978 pour un remplacement de quelques semaines au service spectacles du quotidien La Croix, il y reste 11 ans, comme chef adjoint du service culturel aux côtés notamment de Jean Lebrun. On lui confie la création du supplément « Livres et Idées » dont il est le responsable jusqu’à la fin 1989, date à laquelle il est nommé par Bernard Pivot rédacteur en chef du magazine Lire où il reste jusqu’en 1993. Il poursuivra toutefois une collaboration régulière avec La Croix jusqu’en 2006.
Parallèlement à son activité dans la presse quotidienne, il intervient à France Inter dans des émissions de Philippe Caloni et Dominique Souchier. En 1985, il intègre le Panorama de France Culture sous la direction de Jacques Duchateau et poursuivra cette collaboration régulière sous celle de Michel Bydlowski. À la demande de Jean-Marie Borzeix, alors directeur de la chaîne, il développe avec Pascale Casanova, au sein du Panorama, le Club de la Presse.
À compter de 1993, après son départ de Lire, il devient à Radio France internationale (RFI) producteur de La Grande Affiche, magazine quotidien de l’actualité culturelle pour lequel il reçoit le prix du Comité français pour l’audiovisuel. Il quitte cette émission en 1998, pour prendre la direction du Panorama de France Culture. L’émission est supprimée en 1999 par Laure Adler, nouvelle directrice. Il quitte alors la chaîne où il a produit par ailleurs un certain nombre de portraits et reportages, notamment dans le cadre d’À voix nue.
En 1987, Claude Cherki, alors directeur de la Société d’éditions scientifiques (SES), lui commande un certain nombre de portraits pour le magazine La Recherche puis pour le magazine L'Histoire, dont il intègre le comité de rédaction en 1989, sous la direction de Stéphane Khémis. Il y reste dix ans jusqu’à sa nomination comme rédacteur en chef du magazine Notre Histoire, spécialisé en histoire des religions (1999-2002), tout en commençant une collaboration régulière avec Livres Hebdo, le magazine professionnel de l’édition, sous la direction de Pierre-Louis Rozynès puis de Christine Ferrand.
En 2010, il quitte le journalisme pour se consacrer à l’édition et fonde Alma éditeur avec l’éditrice Catherine Argand.
Après avoir assuré la direction d'Alma jusqu’en décembre 2021, il décide de consacrer plus de temps à ses propres travaux. À compter de 2022, il devient conseiller des Editions du Condottiere.

### Autres activités
- Collaborateur du Journal du dimanche (2008-2018).
- Rédacteur en chef du magazine Théâtres (2003-2004)
- Directeur de la collection « Dieux, mythes et héros » chez Larousse (2008-2010, quatorze titres parus).

## Publications
- Suite romanesque
  - Les Îles étrangères (la suite comptera sept volumes). Cinq sont parus :
    - Les hivers et les printemps, Editions Le Condottiere, 2022  (ISBN 978-2-487468-17-7)
    - Bilkis, Le Rocher, 2005
    - Miroir et songes, Le Rocher, 2007 (version nouvelle de Mémoires, Olivier Orban 1984)
    - Nos étés, Bartillat, 1998
    - Le Joque macabre, Criterion, 1991
    - En préparation : Les Îles étrangères[réf. nécessaire]
- Roman
  - Tchaïkovski et le mannequin d'or, Editions Le Condottiere, 2024  (ISBN 978-2-487468-33-7) Version nouvelle, revue et augmentée du Collectionneur des lagunes, Pierre-Guillaume de Roux, 2014)
- Récit
  - Capucine à Valence. Le Rocher, 2008
- Essais
  - Rancé. Le soleil noir, Le Condottiere 2022. Nouvelle édition revue, corrigée et augmentée.  (ISBN 978-2-487468-21-4)
  - Le Mystère d’une dame en blanc. Enquête sur le roman Madame de Marçay (1860) de Lucien-Anatole Prévost-Paradol (1829-1870). Rivages poche/Petite Bibliothèque, 2010
  - Relations de la mort de quelques religieux de l'abbaye de la Trappe Édition préfacée et annotée de 13 Relations  (1678-1699) de l'abbé de Rancé. Editions Le Condottiere 2023  (ISBN 978-2-487468-22-1)
- Enquête
  - Situation et perspectives du livre d’histoire en France (1989-2009), Centre national du livre, 2010

### En collaboration
- Dieu se laisse chercher, avec Xavier Léon-Dufour, exégète, Plon, 1995
- Le Goût du secret, avec Gilles Perrault, Arléa, 1997
- À la recherche du Moyen Âge, avec Jacques Le Goff, Audibert, 2003
- Henri Gouhier se souvient. Entretiens. Vrin, 2005
- L’Europe des universités, avec Marie-Laure Le Foulon, Gallimard, coll. « Découvertes Gallimard/Culture et société » (no 529), 2008
- Pouvoir et religion à Rome, avec John Scheid, Hachette, coll. « Pluriel », 2011 Version remaniée, enrichie et définitive de Jupiter et la puissance de Rome, Larousse, 2008.
- Jeunesse :
  - Le Rat bleu, avec Emmanuel Pierre, Gallimard, coll. « Giboulées », 2008
  - Batras, l'enfant d'acier, avec Emmanuel Pierre, Alma éditeur, 2019